# Fundătura Răchitoasa
Fundătura Răchitoasa – wieś w Rumunii, w okręgu Bacău, w gminie Răchitoasa. W 2011 roku liczyła 281 mieszkańców.